# Johann Adolf II. zu Schwarzenberg

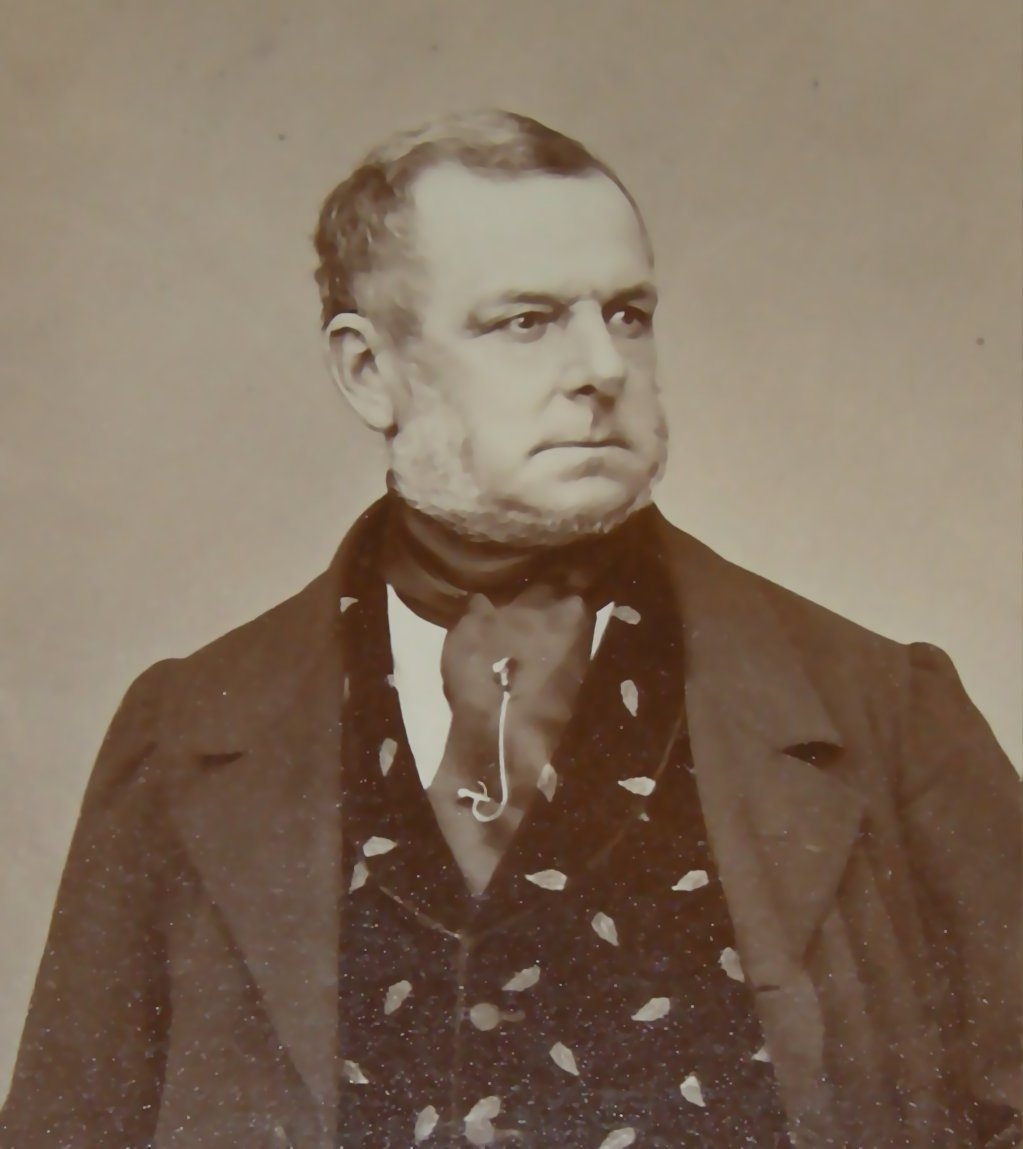
Fürst zu Schwarzenberg (Fotografie, ca. 1880)

Johann Adolf II. Fürst zu Schwarzenberg (* 22. Mai 1799 in Wien; † 15. September 1888 in Frauenberg, Böhmen) war ein österreichischer Diplomat und Mitglied des Adelsgeschlechts der Schwarzenberg.

## Leben
Schwarzenberg wurde als ältester Sohn des Fürsten Josef von Schwarzenberg (1769–1833) und seiner Gattin Pauline von Arenberg (1774–1810) geboren.
Im Gegensatz zu seinem jüngeren Bruder Felix zu Schwarzenberg (1800–1852) drängte er sich nicht in hohe Positionen am kaiserlichen Hof. Ein weiterer Bruder war der Wiener Kardinal Friedrich zu Schwarzenberg (1809–1885), der später zum Erzbischof von Salzburg aufstieg.
Fürst Johann Adolf war Vorsitzender der Wirtschaftsgesellschaft in Prag und Wien. Er gilt als Initiator der Kaiser-Franz-Josephs-Bahn, mit der er von Pilsen Steinkohle nach Wien transportieren wollte. 
1825 wirkte er als Sonderbotschafter in Paris, 1835 in Berlin und 1837 in London. Im Jahr 1855 beteiligte er sich an der Gründung der Creditanstalt und war bis 1860 auch ihr Präsident. Er galt als der führende landwirtschaftliche Experte Europas, war Mitglied in vielen land- u. forstwirtschaftlichen Betrieben, weiters förderte er Vereine für Handel und Gewerbe, sowie für Kunst und Wissenschaften. Seine Anglophilie demonstrierte er durch den Umbau des böhmischen Schlosses Frauenberg im Stil der Tudorgotik.

## Ehe und Nachkommen

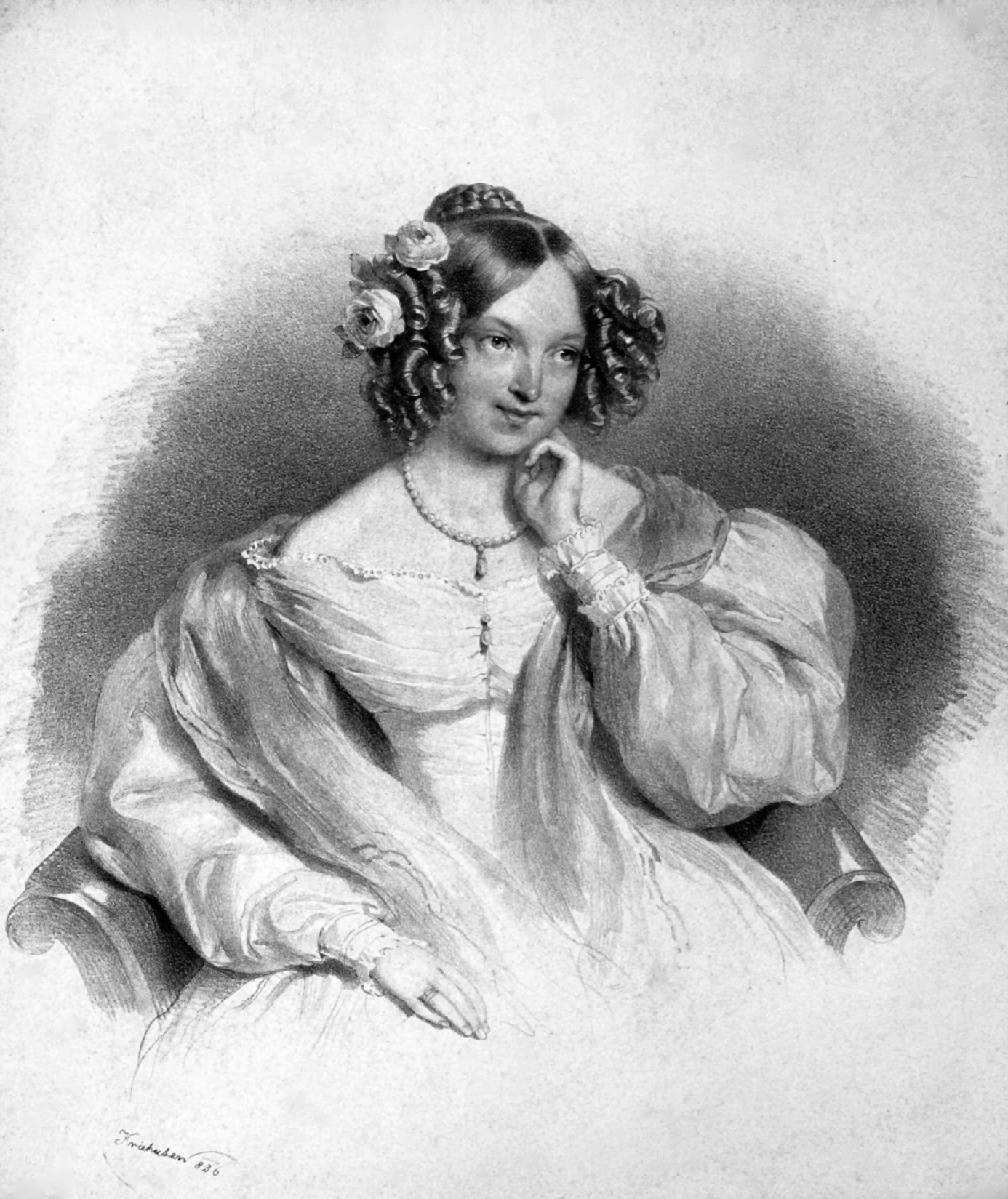
Fürstin Eleonore Schwarzenberg (1812–1873), Lithographie 1836

Verheiratet war er seit 1830 mit Prinzessin Eleonore (Lore) von und zu Liechtenstein (1812–1873), einer Tochter des Feldmarschallleutnant Fürst Moritz von Liechtenstein (1775–1819) und der Prinzessin Marie Leopoldine Esterházy (1788–1846). 
Die Fürstin Lore Schwarzenberg spielte bis zu ihrem Tode drei Jahrzehnte lang die Rolle der führenden Grande Dame, der tonangebenden Salonnière in Wien. Nora Fugger schrieb über sie: „Sie war reich, schön, geistreich, von seltenem Zartgefühl und von immer bereitwilliger Mildtätigkeit. Doch sie verstand es auch, mit zarter Hand ein strenges Szepter zu führen. Sie schrieb Ton und Mode vor. Von ihr hing ab, wer zur Hofgesellschaft zugelassen werden sollte. Eine Einladung in ihr Haus öffnete die Tür in alle vornehmen Häuser Wiens. Und niemand wagte es, sich ihren stillen Anordnungen zu widersetzten. Fürstin Lore Schwarzenberg, die bis in ihr Alter schön blieb... war eine der vornehmsten unter den vielen vornehmen, großen Damen Wiens.“
Der Ehe entstammte sein Haupterbe
- Adolf Josef zu Schwarzenberg (1832–1914) ⚭ 1857 Ida Maria von Liechtenstein (1839–1921)

und die Tochter
- Marie Leopoldine (1833–1909) ⚭ Ernst Graf von Waldstein-Wartenberg (1821–1904)